# 埃默森 (內布拉斯加州)
埃默森（英語：Emerson）是位於美國內布拉斯加州達科他縣、迪克森縣及瑟斯頓縣的村。

## 人口
根據2020年美國人口普查的數據，埃默森的面積為1.23平方千米，皆為陸地。當地共有人口840人，而人口密度為每平方千米683人。